# Жохов, Дмитрий Олегович
Жохов Дмитрий Олегович (род. 4 октября 1995) — российский воздухоплаватель, бронзовый призер молодежного Чемпионата мира по воздухоплавательному спорту (2021), двукратный Чемпион России по воздухоплавательному спорту, двукратный обладатель Кубка России по воздухоплавательному спорту. Мастер спорта России.

## Биография
Дмитрия — сын пилота теплового аэростата Олега Жохова. Пилотом стал в 2014 году. В том же году дебютировал в спортивных мероприятиях.

## Спортивная карьера
В 2014, 2015 и 2017 годах в рамках фестиваля Небесная ярмарка в Кунгуре разыгрывалось Первенство России по воздухоплавательному спорту среди молодежи. Все три Первенства Жохов завершил на третьем месте.
После очередного молодежного пьедестала пилот впервые поднялся на третью ступень всероссийских соревнований в общем зачете. В августе на Чемпионате России 2017 в Рязани аэронавт уступил лишь опытным пилотам Ивану Меняйло и Сергею Латыпову. 
Оба в следующем сезоне в составе национальной сборной России выиграют в командном зачете Чемпионат мира вместе с Андреем Кульковым и Евгением Чубаровым. 
Сам Жохов в 2018 снова в Кунгуре одержал победу в зачете молодежного Первенства; в Великих Луках выиграл серебро национального Чемпионата; в Рязани - бронзу Кубка России.
2019 принес пилоту первый "взрослый" трофей - Кубок России в Рязани, а по окончании сезона первое место национального рейтинга. Без учета послековидного сезона 2021, по итогам сезонов Жохов первую строчку не покидал (по состоянию на апрель 2025).
В сентябре 2021 в польском Лешно выиграл первую в истории России медаль молодежного Чемпионата мира.
В 2022 и 2023 году Жохов стал Чемпионом России.
Самый молодой обладатель Кубка России по воздухоплавательному спорту (2019г; в возрасте 23 года 10 месяцев 14 дней). 